# Маоча (Брчко)
Маоча је насељено мјесто у Босни и Херцеговини у Брчко дистрикту. Према попису становништва из 1991. у насељу је живјело 2.886 становника.

## Становништво
| Националност       | 1991.          | 1981.          | 1971.          |
| Муслимани          | 2.815 (97,53%) | 2.757 (96,83%) | 2.415 (98,49%) |
| Срби               | 11 (0,38%)     | 19 (0,66%)     | 26 (1,06%)     |
| Хрвати             | 5 (0,17%)      | 6 (0,21%)      | 3 (0,12%)      |
| Југословени        | 36 (1,24%)     | 40 (1,40%)     | 1 (0,04%)      |
| остали и непознато | 19 (0,65%)     | 25 (0,87%)     | 7 (0,28%)      |
| Укупно             | 2.886          | 2.847          | 2.452          |